# Elle voulait faire du cinéma
Pour plus de détails, voir Fiche technique et Distribution.
Elle voulait faire du cinéma est un téléfilm français réalisé par Caroline Huppert, diffusé le 9 mars 1983 sur A2.

## Fiche technique
- Réalisateur : Caroline Huppert
- Scénario : Caroline Huppert
- Photographie : Alain Levent
- Dates de diffusion : le 9 mars 1983.
- Durée :

## Distribution
- Christine Pascal : Alice Guy
- André Dussollier : Léon Gaumont
- Rosy Varte : Mme Guy
- Roland Blanche : Georges Demenÿ
- Robin Renucci : Ferdinand Zecca
- Hubert Saint-Macary : Louis Feuillade
- Jean Pignol : M. Richard
- Philippe Lemaire : Gustave Eiffel
- Brigitte Roüan : Mme Gaumont
- Roland Amstutz : Jean-Baptiste
- Alain Marcel : Auguste Lumière
- Jean-Gabriel Nordmann : Louis Lumière
- Françoise Goussard : La secrétaire d'Alice Guy

## Réception
Dans la monographie qu'il consacre à la cinéaste, l'historien Victor Bachy considère que ce téléfilm « prend de larges libertés avec les détails de la vie d'Alice Guy chez Gaumont, mais [que] la restitution de l'atmosphère du monde du cinéma au début du siècle est fidèle ».
Alison McMahan, autre historienne d'Alice Guy, remarque elle aussi que le téléfilm « est basé sur un commentaire de Jasset [qui fut l'assistant d'Alice Guy avant d'être congédié], selon lequel Guy n'avait pu se retrouver à la tête de la branche production de Gaumont qu'en étant la maîtresse de Léon Gaumont, une relation qui n'est pas étayée par d'autres éléments ». Elle confirme néanmoins elle aussi que le téléfilm est « fidèle à l'atmosphère qui régnait à l'époque de la naissance du cinéma ».